# Intensitate luminoasă
Intensitatea luminoasă este fluxul luminos emis într-o anumită direcție de o sursă luminoasă punctuală, raportat la unitatea de unghi solid în care emite sursa.
Unitatea de măsură a intensității luminoase în SI este candela.